# 茹科夫斯凱 (烏克蘭)
47°16′41″N 30°9′18″E / 47.27806°N 30.15500°E
茹科夫斯凱（烏克蘭語：Жуковське）是位於烏克蘭西南部的村莊，由敖德萨州贝雷济夫卡区的新卡利切韋市鎮負責管轄。該村始建於1893年，面積0.19平方公里，海拔高度62米，2001年人口8。